# الأحداث المغربية
الأحداث المغربية هي صحيفة يومية مستقلة في المغرب تصدر عن المؤسسة المغربية لوسائط الاتصال ونشر أول عدد لها بتاريخ 22 أكتوبر 1998.

## التاريخ
تأسست الأحداث المغربية من قبل محمد البريني كصحيفة اشتراكية مستقلة في 1999. وتنشرها المؤسسة المغربية لوسائط الاتصال.
ويقع مقرها الرئيسي في الدار البيضاء، وفي يونيو 2012 تم تعيين المختار الغزيوي إلى جانب محمد أبوهيدة رئيسا لتحرير اليومية في حين أسندت مهمة مدير التحرير لحكيم بلمداحي وحافظ مؤسس الصحيفة على منصبه كمدير.
وعلى الرغم من كونها صحيفة سياسية اشتراكية مستقلة إلا أنها تميل إلى حزب الاتحاد الاشتراكي للقوات الشعبية.
وهذه الصحيفة هي مثيرة للجدل إذ تعرضت لشن العديد من الهجومات من جهات مختلفة مثل محمد يتيم، والشيخ أبو النعيم الذي وصفها بالجريدة الصهيونية الفاجرة بسبب نشرها منشورات عن الفلسفة، كما أنه تمت مقاضاتها من قبل بسيمة الحقاوي بسبب تسريبها «نتائج البحث الوطني حول الإعاقة»، وتم اتهامها بنشرها أخبار كاذبة وخطابات كراهية، وسبق لها أن احتجبت عدة مرات بسبب انتهاكها المعايير الاجتماعية.
وفي 2003 بلغت أعداد الصحيفة المتداولة حوالي 80,000 نسخة، الشيء الذي جعلها الصحيفة الأكثر قراءة في البلاد.

## وصلات خارجية
- الموقع الرسمي (بالعربية)